# Daniele Gilardoni
Daniele Gilardoni (* 1. April 1976 in Lecco) ist ein ehemaliger italienischer Leichtgewichts-Ruderer, der zwischen 1998 und 2011 dreizehn Weltmeisterschaftsmedaillen gewann, davon elf Goldmedaillen.
Gilardoni begann 1986 mit dem Rudersport. 1998 nahm er an seinen ersten Weltmeisterschaften teil und gewann mit dem italienischen Leichtgewichts-Achter die Bronzemedaille. 1999 wechselte er in den Leichtgewichts-Doppelvierer. In dieser Bootsklasse gewann Gilardoni bei den dreizehn Weltmeisterschaften von 1999 bis 2011 elfmal den Titel und belegte einmal den zweiten und einmal den vierten Platz.
Mit seinen elf Weltmeistertiteln ist Gilardoni der bei Weltmeisterschaften erfolgreichste Ruderer vor dem Briten Matthew Pinsent mit zehn Titeln. Allerdings gewann Pinsent vier olympische Goldmedaillen, während Gilardoni alle Titel in einer nichtolympischen Bootsklasse gewann und nur 2008 als Ersatzmann für Olympische Spiele nominiert war.
Gilardoni hatte bei einer Körpergröße von 1,77 Metern ein für Leichtgewichte typisches Wettkampfgewicht von etwa 71 Kilogramm. Er lebt in Bellagio.

## Platzierungen bei Weltmeisterschaften
- Doppelvierer
  - Gold: WM 1999, WM 2001, WM 2002, WM 2003, WM 2004, WM 2005, WM 2006, WM 2007, WM 2008, WM 2009, WM 2011
  - Silber: WM 2000
  - Vierter Platz: WM 2010
- Achter
  - Bronze: WM 1998